# Yū Suzuki
Yu Suzuki (鈴木 裕 Suzuki Yū?, nacido el 10 de junio de 1958), es uno de los más destacados creadores y productores de videojuegos de la historia, siendo su especialidad el ámbito arcade. Ha desarrollado prácticamente toda su carrera profesional en Sega, donde comenzó a trabajar en 1983. Suzuki es el responsable de la creación de algunas de las recreativas de mayor éxito de Sega, como Hang-On, Out Run, Space Harrier o Virtua Fighter; así como de la saga Shenmue para Dreamcast.

## Trayectoria
Nacido y criado en Prefectura de Iwate, Japón, Yu Suzuki se licenció en Ciencias Electrónicas en la Universidad de Ciencia de Okayama. 
Yu Suzuki entró en Sega Enterprises Ltd en 1983 como programador, y en su segundo año en la compañía creó los que fueron sus primeros juegos: los arcades o máquinas recreativas Space Harrier y Hang-On, ambos con la premisa de ofrecer una experiencia de juego tridimensional muy superior gráfica y jugablemente a los primitivos intentos realizados hasta aquel entonces. En los años siguientes a Hang-On, Suzuki lanzó varios títulos de aclamación popular en los salones recreativos como Out Run y After Burner II, así como secuelas de sus éxitos anteriores como Super Hang-On y Turbo OutRun. 
Yu Suzuki deja atrás en 1992 la tecnología de escalado de sprites que había originado sus juegos anteriores, y da el salto a los gráficos y entornos poligonales que daban una sensación mucho más real de tridimensionalidad, estrenando la nueva y potente placa arcade Sega Model 1 con Virtua Racing, uno de los primeros juegos en utilizar modelados y entornos totalmente poligonales, y el primero concerniendo a su género. 
En 1993, Suzuki creó Virtua Fighter, el primer juego de lucha con gráficos y entornos totalmente tridimensionales, y que alcanzó una enorme popularidad. La saga Virtua Fighter fue reconocida por la Institución Smithsoniana como una aplicación que realizó una gran contribución a la sociedad en los ámbitos del arte y el entretenimiento. Por primera vez en la historia de la industria japonesa de videojuegos, se convirtió en parte de la Colección Permanente de Investigación de la Institución Smithsoniana en Innovaciones de tecnologías de la información y la comunicación, y ahora se mantiene a perpetuidad en el Museo Nacional de Historia Americana en Washington D. C.
Durante los siguientes años, Yu Suzuki siguió ampliando sus éxitos arcade con la Sega Model 2, placa que incorporaba como novedad más destacada era la presencia de mapeado de texturas en las composiciones poligonales, a diferencia de los polígonos de sombreado plano utilizados en los juegos del Model 1. El arcade de disparos Virtua Cop, la secuela de su gran éxito de lucha, Virtua Fighter 2, y la también secuela Virtua Cop 2, fueron los juegos en los que Yu trabajó bajo esta tecnología. También trabajó en aquel intervalo para la potente Sega Model 3 con una nueva y espectacular continuación, el esperado Virtua Fighter 3.
En 1999, Yu Suzuki por fin lanza al mercado el que ha sido su proyecto más ambicioso y costoso de todos hasta ahora, y que por primera vez en su trayectoria, no se concebía bajo una placa arcade, sino directamente sobre una consola doméstica. El que durante mucho tiempo fue conocido como Project Berkley y que luego pasaría a adquirir el nombre definitivo de Shenmue, haciendo gala de una extensa historia tan que no puede ser contada en un solo juego, necesitando por ello varias entregas para hacer avanzar una historia que aún a día de hoy se mantiene inconclusa. La primera entrega de la serie inició su desarrollo en Sega Saturn, pero más adelante y con los planes de SEGA de desarrollar su consola de siguiente generación, Dreamcast, el proyecto, que en ese momento abarcaba las dos primeras entregas, fue traspasado a esta. Shenmue dio paso a una nueva orientación de juegos de aventuras, apartándolo de los típicos parámetros a los que casi todos los juegos de su estilo se ajustan, con la propia interpretación de Yu Suzuki, denominada como "FREE" (Full Reactive Eyes Entertainment). La historia, gráficos, y la innovadora combinación de sistemas de juego que dan vida al juego eclipsan a los otros muchos juegos anteriores de corte similar. Shenmue es también uno de los juegos más caros que se hayan desarrollado nunca (alrededor de 70 millones dólares).
En aquel año, Yu Suzuki también dio origen a un nuevo juego en el género de la conducción para los salones recreativos, Ferrari F355 Challenge, para la placa arcade Sega NAOMI. Pero esta vez, y a diferencia de sus precedentes, no se trataba de un juego de concepción y jugabilidad puramente arcade, sino de un realista simulador de carreras en estrecha colaboración con la marca de automóviles Ferrari. El juego atrajo mucha atención, no sólo de la propia industria de videojuegos, sino también de la industria automovilística. Yu Suzuki mencionó que Rubens Barrichello del equipo de Fórmula 1 de Ferrari había "considerado adquirir una copia para practicar". Otra característica muy destacable de la máquina recreativa fue su función de interconexión con la conversión casera del mismo para Dreamcast, mediante la inserción en la máquina de una VMU de la consola, para intercambiar logros, progresos y resultados entre una versión y otra.
Durante los años siguientes, y tras la cancelación de Propeller Arena para Dreamcast en 2001, Yu Suzuki destacó por el desarrollo de las diferentes versiones de Virtua Fighter 4 para la Sega NAOMI 2, y OutRun 2 para la Sega Chihiro, dos nuevas secuelas de sus licencias que supusieron un nuevo éxito conjunto de crítica y popularidad.
En 2003, Yu Suzuki fue la sexta persona que fue introducida en el Salón de la Fama de la Academia de las Artes y las Ciencias Interactivas.
Posteriormente Yu Suzuki trabajó solo en un proyecto Psy-Phi para la placa arcade Sega Lindbergh ya queShenmue Online había sido cancelado. Psy-Phi será una recreativa de nueva concepción para la más reciente placa arcade de la compañía, que incorporará una jugabilidad innovadora en los salones recreativos al fundamentarse en la interacción con una pantalla táctil.

### Regreso a los focos con YS.net
En 2010 se rumoreó que Yu Suzuki aparecería en el E3, presentando un juego para PlayStation 3 que incorporaría la tecnología de detección de movimiento de PlayStation Move. El supuesto juego sería una adaptación de Psy-Phi. Sin embargo, todo resultó ser un bulo, puesto que Suzuki no apareció en el evento y no hubo noticias de ninguna nueva versión del cancelado Psy-Phi.
El verdadero regreso al primer plano de Yu Suzuki se produjo en el otoño de 2010, con un nuevo juego de la saga Shenmue, bajo el nombre de Shenmue City, el cual estaba siendo desarrollado por Sunsoft y YS Net (el nuevo estudio de Suzuki) para Yahoo Games.
En diciembre de 2010, [1UP] publicó una entrevista con Suzuki titulada "The Disappearance of Yu Suzuki" (La desaparición de Yu Suzuki), siendo su primera entrevista a un medio occidental en varios años. En la entrevista se hacía también una retrospectiva de la carrera de Suzuki.
En marzo de 2011, Suzuki asistió a la GDC para recibir un premio por su carrera.
En junio de 2015, aparece durante la conferencia de Sony en la E3 para anunciar el desarrollo de Shenmue III utilizando la plataforma de micromecenazgo Kickstarter como fuente de financiación.

## Currículum
| Título                                   | Año de Lanzamiento | Plataforma                                      | Role                           |
| ---------------------------------------- | ------------------ | ----------------------------------------------- | ------------------------------ |
| Champion Boxing                          | 1984               | Sega SG-1000                                    | Director / Diseñador           |
| Hang-On                                  | 1985               | Sega Hang-On hardware                           | Director / Diseñador           |
| Space Harrier                            | 1985               | Sega Space Harrier hardware                     | Director / Diseñador           |
| Enduro Racer                             | 1986               | Sega Space Harrier hardware                     | Director / Diseñador           |
| Out Run                                  | 1986               | Sega OutRun hardware                            | Director / Diseñador           |
| Super Hang-On                            | 1986               | Sega OutRun hardware                            | Productor                      |
| After Burner                             | 1987               | Sega X Board                                    | Director / Diseñador           |
| After Burner II                          | 1987               | Sega X Board                                    | Director / Diseñador           |
| Power Drift                              | 1988               | Sega Y Board                                    | Director / Designer            |
| Dynamite Düx                             | 1988               | Sega System 16                                  | Productor                      |
| Turbo Outrun                             | 1989               | Sega OutRun hardware                            | Productor                      |
| Sword of Vermilion                       | 1989               | Sega Mega Drive                                 | Productor                      |
| G-LOC: Air Battle                        | 1990               | Sega Y Board                                    | Director / Diseñador           |
| GP Rider                                 | 1990               | Sega X Board, Sega Game Gear                    | Productor                      |
| Strike Fighter                           | 1991               | Sega Y Board                                    | Diseñador / Productor          |
| Rent-A-Hero                              | 1991               | Sega Mega Drive                                 | Productor                      |
| F1 Exhaust Note                          | 1991               | Sega System 32                                  | Productor                      |
| Virtua Racing                            | 1992               | Sega Model 1                                    | Director / Programador Jefe    |
| Soreike Kokology                         | 1992               | Sega System 32                                  | Productor                      |
| Virtua Fighter                           | 1993               | Sega Model 1, Sega Saturn, Microsoft Windows    | Director / Productor           |
| Burning Rival                            | 1993               | Sega System 32                                  | Productor                      |
| Daytona USA                              | 1993               | Sega Model 2, Sega Saturn, Microsoft Windows    | Productor / Special Thanks     |
| Virtua Cop                               | 1994               | Sega Model 2, Sega Saturn, Microsoft Windows    | Productor / Supervisor         |
| Virtua Fighter 2                         | 1994               | Sega Model 2, Sega Saturn, Microsoft Windows    | Director / Productor           |
| Desert Tank                              | 1994               | Sega Model 2                                    | Productor                      |
| Virtua Striker                           | 1995               | Sega Model 2                                    | Productor                      |
| Virtua Cop 2                             | 1995               | Sega Model 2, Sega Saturn, Microsoft Windows    | Productor / Supervisor         |
| Fighting Vipers                          | 1995               | Sega Model 2, Sega Saturn                       | Productor                      |
| Virtua Fighter 3                         | 1996               | Sega Model 3, Dreamcast                         | Director                       |
| Virtua Fighter Kids                      | 1996               | Sega ST-V, Sega Saturn                          | Productor                      |
| Fighters Megamix                         | 1996               | Sega Saturn                                     | Productor                      |
| Sonic the Fighters                       | 1996               | Sega Model 2                                    | Productor                      |
| Scud Race                                | 1996               | Sega Model 3                                    | Productor                      |
| Virtua Striker 2                         | 1997               | Sega Model 3                                    | Productor                      |
| Digital Dance Mix Vol.1 Namie Amuro      | 1997               | Sega Saturn                                     | Productor                      |
| All Japan Pro-Wrestling Featuring Virtua | 1997               | Sega ST-V                                       | Productor                      |
| Fighting Vipers 2                        | 1998               | Sega Model 3, Dreamcast                         | Productor                      |
| Daytona USA 2                            | 1998               | Sega Model 3                                    | Productor                      |
| Ferrari F355 Challenge                   | 1999               | Sega NAOMI Multiboard, Dreamcast, PlayStation 2 | Director / Productor           |
| Shenmue                                  | 1999               | Dreamcast                                       | Director / Productor/ Escritor |
| Outtrigger                               | 1999               | Sega NAOMI                                      | Productor                      |
| 18 Wheeler: American Pro Trucker         | 1999               | Sega NAOMI, Dreamcast                           | Productor                      |
| Shenmue II                               | 2001               | Dreamcast, Xbox                                 | Director / Productor/ Escritor |
| Virtua Fighter 4                         | 2001               | Sega NAOMI 2, PlayStation 2                     | Director / Productor           |
| Virtua Cop 3                             | 2003               | Sega Chihiro                                    | Productor                      |
| OutRun 2                                 | 2003               | Sega Chihiro                                    | Productor                      |
| Sega Race TV                             | 2008               | Sega Lindbergh                                  | Productor                      |
| Shenmue City                             | 2010               | Yahoo Mobage Service                            | Director                       |
| Virtua Fighter: Cool Champ               | 2011               | iPhone                                          | Director                       |
| Bullet Pirates                           | 2013               | Android, iPhone                                 | Director                       |
| Virtua Fighter: Fever Combo              | 2014               | iPhone, Android                                 | Director                       |
| Shenmue III                              | 2019               | PlayStation 4, Microsoft Windows                | Director / Productor/ Escritor |
| Air Twister                              | 2022               | iPhone, iPad                                    | Director / Productor           |

### Juegos Cancelados
| Título           | Año de Cancelación | Plataforma     | Role                 |
| ---------------- | ------------------ | -------------- | -------------------- |
| Virtua Fighter 3 | -                  | Saturn         | Director             |
| Propeller Arena  | 2001               | Dreamcast      | Productor            |
| Pure Breed       | –                  | –              | Diseñador            |
| Psy-Phi          | 2005               | Sega Lindbergh | Director / Productor |
| Shenmue Online   | 2007               | PC             | Director             |